# Andreas Boettcher
Andreas Boettcher (* 29. November 1971 in Lünen) ist ein ehemaliger deutscher Volleyballspieler.
Andreas Boettcher erhielt seine Volleyball-Ausbildung beim Volleyball-Internat Frankfurt. In den 1990er Jahren spielte er in der ersten Bundesliga beim ASV Dachau, mit dem er unter Trainer Stelian Moculescu 1995 und 1996 Deutscher Meister sowie 1997 DVV-Pokalsieger wurde. 1996 erreichte er das Finale in der Champions League. Der Mittelblocker war in dieser Zeit auch in den Ranglisten des Deutschen Volleyballs vertreten. Danach spielte Andreas Boettcher bei Noliko Maaseik und anderen belgischen Vereinen.
Andreas Boettcher war 33-facher deutscher Nationalspieler.